# Tí Bồ
Tí Bồ, tên thật Nguyễn Văn Thành (1918 - 2003) là một cố cầu thủ nổi tiếng thuộc thế hệ đầu tiên của bóng đá Việt Nam vào thập niên 30 đến 50 của thế kỉ XX. Ông đã từng thi đấu cho các đội Nội Châu, Thể Công và Đội tuyển Việt Nam Dân chủ Cộng hòa ở vị trí tiền đạo.

## Tiểu sử
Tí Bồ sinh ra và lớn lên tại Hà Nội. Ông chơi bóng từ thời còn đi học phổ thông. Đội bóng Nội Châu của ông từng thi đấu với nhiều đội bóng của người Việt lẫn người Pháp. Do có vóc người bé nhỏ và có kĩ thuật điêu luyện, ông có biệt danh Tí Bồ (xuất phát từ từ "Petit Beau", nghĩa là Nhỏ và Đẹp trong tiếng Pháp). Người hâm mộ trước năm 1945 còn nhớ một Tí Bồ nhỏ bé, chỉ cao 1m56, chân vòng kiềng song chơi rất ngẫu hứng. Ông không ghi được nhiều bàn thắng trong sự nghiệp cầu thủ của mình nhưng nhiều người tán thưởng khả năng kĩ thuật dắt bóng của ông. Ông chơi bóng cùng lứa danh thủ như Luyến, Thìn A (cha của Thế Anh (Ba Đẻn) và Cao Cường), Thìn B. Đây là bốn cái tên đã tạo nên bộ tứ huyền ảo (caree magique) trong đội hình W-M của bóng đá Bắc Kỳ thời kỳ 1935-1945.
Năm 1946, trong màu áo của đội bóng Thanh niên cứu quốc Hoàng Diệu, ông đã tham gia trận bóng đá đầu tiên của nước Việt Nam độc lập thi đấu với đội Vệ Quốc đoàn.
Khi toàn quốc kháng chiến, ông theo gia đình tản cư ra khu an toàn và đến năm 1950, gia nhập bộ đội và lập tức được điều về Trường Lục quân, khoá 6. Sau khi học xong, ông được điều động về Sư đoàn 312 và đến năm 1954, đơn vị ông lên Tây Bắc tham gia chiến dịch Điện Biên Phủ lịch sử. Tại đó, Tí Bồ được phân công làm công tác địch vận.
Sau chiến thắng Điện Biên, Tí Bồ làm phiên dịch trong đội ngũ cán bộ làm việc trao trả tù binh. Cuối tháng 9 năm 1954, ông được đón từ Việt Bắc về thị xã Thái Nguyên chuẩn bị tiếp quản Hà Nội.
Theo chỉ thị của Chủ nhiệm Tổng cục Chính trị Nguyễn Chí Thanh, các đội văn nghệ, thể thao trong toàn quân được thành lập để chuẩn bị về tiếp quản Thủ đô. Ngày ngày 23 tháng 9 năm 1954, Thể dục thể thao Công tác đội được thành lập, gọi tắt là Thể Công. Tí Bồ được tuyển ngay về đội bóng đá Thể Công, mặc dù lúc này ông đã ở tuổi 36. Ông chơi cho Thể Công trong giải bóng đá đầu tiên của toàn Miền Bắc được tổ chức tại Hải Phòng vào năm 1955 với tên gọi "Giải Hoà Bình" và giúp đội giành chức vô địch. Ông cũng thi đấu trong màu áo Thể Công trong 2 mùa giải hạng A miền Bắc vào các năm 1956, 1957 và giành chức vô địch miền Bắc vào năm 1956. Trong đội hình của Thể Công, ông thường đeo áo số 8.
Năm 1956, lần đầu tiên, Đội tuyển bóng đá quốc gia Việt Nam Dân chủ Cộng hòa được triệu tập để làm nhiệm vụ quốc tế. Khi đó đã 38 tuổi, Tí Bồ vẫn được gọi vào đội tuyển cùng với 9 cầu thủ Thể Công khác tham gia vào chuyến du đấu đầu tiên tại Trung Quốc. Ông trở thành một trong số những tuyển thủ đầu tiên của đội tuyển Việt Nam và là tuyển thủ quốc gia Việt Nam lớn tuổi nhất.
Năm 1958, Tí Bồ giã từ sân cỏ ở tuổi 40 và trở thành trợ lý Phòng TDTT Quân đội cho đến lúc nghỉ hưu với quân hàm thiếu tá.
Ông mất năm 2003 tại Hà Nội, không lâu sau lễ mừng thọ 85 tuổi.

## Thành tích
- Vô địch "Giải Hoà Bình": 1955
- Vô địch giải hạng A miền Bắc: 1956

## Đánh giá
Ông là một trong 7 ứng cử viên nhận huân chương 100 năm FIFA của bóng đá Việt Nam.
Nhà văn Vũ Bão viết về ông trong hồi ký "Rễ bèo chân sóng":
| “                                   | Ngày trước, chính quyền Pháp, chính quyền Nhật không tổ chức đại hội anh hùng - chiến sĩ thi đua, không in những cuốn sách người tốt việc tốt làm gương sáng cho chúng tôi soi chung nhưng chúng tôi cũng biết chọn thần tượng mà mơ ước: Viễn, tả biên đội Olympique Haiphonaise lừa bóng qua hàng hậu vệ của đội bóng nhà binh sút tung lưới thủ môn Faye, Tí Bồ thấp bé nhẹ cân dùng đôi chân "ảo thuật" lúc đẩy bóng qua mũi giày đối phương, lúc chọc bóng qua háng đối phương rồi chạy vòng đến đón bóng làm thằng Tây cao to cứ chịu ớ người ra giữa sân cỏ. | ” |
| — Vũ Bão, Hồi ký "Rễ bèo chân sóng" | |   |